# Philip Coolidge
Philip Coolidge (Concord, 5 agosto 1908 – New York, 23 maggio 1967) è stato un attore statunitense.
Lo si ricorda essenzialmente per le numerose apparizioni nella serie televisiva Alfred Hitchcock presenta e per il ruolo del dottor Cross nel film Intrigo internazionale (1959).

## Filmografia parziale

### Cinema
- Boomerang - L'arma che uccide (Boomerang), regia di Elia Kazan (1947), non accreditato
- I diffamatori (Slander), regia di Roy Rowland (1956)
- Non voglio morire (I Want to Live!), regia di Robert Wise (1958)
- Attenti alle vedove (It Happened to Jane), regia di Richard Quine (1959)
- Il gioco dell'amore (The Mating Game), regia di George Marshall (1959)
- Il mostro di sangue (The Tingler), regia di William Castle (1959)
- Intrigo internazionale (North by Northwest), regia di Alfred Hitchcock (1959)
- ...e l'uomo creò Satana (Inherit the Wind), regia di Stanley Kramer (1960)
- Amleto (Hamlet), regia di Grigori Kozintsev (1964)
- La più grande storia mai raccontata (The Greatest Story Ever Told), regia di George Stevens (1965)
- Arrivano i russi, arrivano i russi (The Russians Are Coming, the Russians Are Coming), regia di Norman Jewison (1966)
- L'incredibile furto di Mr. Girasole (Never a Dull Moment), regia di Jerry Paris (1968)

### Televisione
- Lights Out – serie TV, episodi 2x22-2x46 (1950)
- The Alcoa Hour – serie TV, episodio 1x04 (1955)
- Alfred Hitchcock presenta (Alfred Hitchcock Presents) – serie TV, 6 episodi (1956-1959)
- Westinghouse Desilu Playhouse – serie TV, episodio 1x02 (1958)
- General Electric Theater – serie TV, episodi 6x25-8x20-10x31 (1958-1962)
- L'uomo ombra (The Thin Man) – serie TV, episodio 2x13 (1959)
- Have Gun - Will Travel – serie TV, episodi 2x33-5x19 (1959-1962)
- Corruptors (Target: The Corruptors) – serie TV, episodio 1x15 (1962)
- L'ora di Hitchcock (The Alfred Hitchcock Hour) – serie TV, episodio 1x03 (1962)
- ABC Stage 67 – serie TV, episodio 1x01 (1966)